# بوبر سبیل‌زرد
بوبر سبیل‌زرد (نام علمی: Eurillas latirostris) نام یک گونه از سرده بوبرهای پهن است.